# Reyemia
Reyemia es un género con dos especies de plantas de flores perteneciente a la familia Scrophulariaceae. 

## Especies seleccionadas
- Reyemia chasmanthiflora
- Reyemia nemesioides

- Datos: Q6107366
- Especies: Reyemia